# Ludo Martens
 (octobre 2020).
- Si vous ne connaissez pas le sujet, laissez ce bandeau (vous pouvez alors contacter les auteurs).
- Si vous supprimez le contenu mis en cause (vous pouvez préalablement contacter les auteurs),

argumentez précisément cette suppression dans la page de discussion
(un manque de référence n'est pas un argument ; une recherche réelle de référence doit avoir été effectuée, être formellement documentée).
 (octobre 2020).
Pour les articles homonymes, voir Martens.
Ludo Martens, né le 12 mars 1946 à Thourout et mort le 5 juin 2011, est un homme politique communiste belge. Il est président du Parti du travail de Belgique jusqu'en 2008, date où il est remplacé par Peter Mertens dans le cadre d'une reconfiguration politique du PTB-PVDA.

## Biographie
Ludo Martens est l'aîné d'une famille de six enfants (deux garçons et quatre filles). Son père était ébéniste et possédait avec ses frères une usine de meubles qui fit faillite. Le père Martens gagna alors sa vie comme vendeur de meubles.
Venu des milieux nationalistes flamands, il participe au mouvement pour la flamandisation de l'université de Louvain en 1967. À partir de 1968-69, il joue un rôle actif dans le développement du mouvement maoïste en Belgique, avec la création de l'organisation AMADA en 1970. AMADA s'aligne inconditionnellement sur la ligne politique du Parti communiste chinois et en assume tous les virages. Ludo Martens entreprend des attaques virulentes contre l'Union soviétique.
Très actif au Congo, où il soutient le mouvement marxiste, il est un proche de Laurent-Désiré Kabila et écrit de nombreux livres sur la situation de l'Afrique, sur l'ancienne dictature mobutiste en particulier, mais aussi sur le renouveau nationaliste apporté par Lumumba, Mulele, Sankara puis Kabila. Il a également écrit nombres d'essais et d'articles sur la situation du Burkina Faso. 
Il est aussi l'auteur d'un ouvrage visant à « remettre en contexte » l'histoire de l'URSS sous Staline et à réhabiliter le stalinisme. Il remet par exemple en cause le caractère intentionné de l'Holodomor et affirme que le nombre réel de victimes est compris entre un et deux millions (les estimations actuelles allant de 2,5 à 5 millions), arguant que le caractère génocidaire de cette famine et son ampleur prétendue sont des inventions de la propagande nazie récupérée par les Américains. 
En octobre 1993 à la suite de la publication le mois précédent d'un article de l'historien Nicolas Werth dans L'Histoire révisant drastiquement à la baisse le chiffrage des victimes de la répression stalinienne  (Goulag, les vrais chiffres), Ludo Martens en écrit un dans Solidaire intitulé « Les millions de morts du stalinisme : de l'intox » : non pas selon lui des millions ou des dizaines de millions de victimes mais des centaines de milliers voire seulement des dizaines de milliers pendant les années de grandes répressions. Ainsi pendant les deux années de la Grande Terreur, 1937-1938, 116 000 personnes moururent au goulag « pour des raisons diverses » (précision communiquée Nicolas Werth) et non 2 millions. Environ 2 500 000 et non 12 millions se trouvaient au goulag dans les toutes dernières années du stalinisme ; et la plupart étaient, affirme Ludo Martens, sur la base de l'article de Nicolas Werth, des prisonniers de droit commun ou des collaborateurs de la Seconde Guerre mondiale. Ainsi, Ludo Martens écrit :
« Sous Staline, le plus grand nombre de détenus du Goulag a été enregistré en 1951. Il y avait alors 1 948 158 droits communs… juste autant que sous Khrouchtchev ! Le nombre réel des détenus politiques étaient alors de 579 878. La plupart de ces « politiques » étaient des individus qui avaient collaboré avec les nazis : ceux condamnés pour trahison étaient 334 538 ». 
Selon lui, l'URSS compte pour l'année 1951 245 000 prisonniers d'opinion (c'est-à-dire détenus pour l'expression d'une opinion différente).
La plupart des livres de Ludo Martens sont disponibles aux éditions EPO.